# Tésa, Pesta
Tésa  este un sat în districtul Szob, județul Pesta, Ungaria, având o populație de 86 de locuitori (2011). 

## Demografie
Componența etnică a satului Tésa
     Maghiari (100%)
Componența confesională a satului Tésa
     Romano-catolici (60,47%)
     Fără religie (4,65%)
     Reformați (3,49%)
     Necunoscută (31,4%)
Conform recensământului din 2011, satul Tésa avea 86 de locuitori. Din punct de vedere etnic, majoritatea locuitorilor (100,0%) erau maghiari, cu o minoritate de polonezi (4,48%).  Din punct de vedere confesional, majoritatea locuitorilor (60,47%) erau romano-catolici, existând și minorități de persoane fără religie (4,65%) și reformați (3,49%). Pentru 31,4% din locuitori nu este cunoscută apartenența confesională.